# Doktor (Zvjezdane staze)
Doktor ili Medicinski hologram u nuždi (eng. Emergency Medical Hologram - EMH) je lik iz Zvjezdanih staza: Voyager. Glumi ga Robert Picardo.
EMH je računalni program tj. hologram, kojeg su napravili programeri Zvjezdane flote. Kao što i samo ime kaže, eng. Emergency (nužda/hitan slučaj), Doktor je dizajniran za rad samo u hitnim slučajevima. Također ima i znanje liječenja narodnim lijekovima i duhovnim liječenjima. No kada njegov brod, USS Voyager biva odvučen 70,000 svjetlosnih godina od Alfa kvadranta, i sve medicinsko osoblje pogine, Doktor postaje glavni brodski liječnik. Asistirali su mu Tom Paris i Kes.
Njegova prva izjava nakon aktivacije je: "Molim vas recite mi o kakvom je medicinskom slučaju riječ". Doktor se automatski aktivira prilikom crvene uzbune. Njegova matrica je uglavnom postavljena na jaku magnetsku koheziju, no ona može oslabiti do te mjere da predstavlja samo sliku.

## Na Voyageru
Zvjezdanog datuma 48308.2, Doktora je aktivirao Harry Kim kako bi mu pomogao liječiti članove posade koji su bili ozlijeđeni nakon što je Voyager dospio u Delta kvadrant. Brzo je shvatio da će Voyager provesi dosta vremena u Delta kvadrantu, i da će on morati postati glavni doktor.
Doktorovi prvi tjedni na Voyageru nisu bili laki. Nije imao kontrolu nad aktivacijskim programima, što znači da ga je bilo tko mogao ugasili ili upaliti. Ponekad bi ga zaboravili ugasiti pa bi znao provesti sate u ambulanti. Većina posade ga je smatrala samo programom, zbog čega je redovito zadnji saznavao o važnim događajima, kao kad su se Makiji pridružili posadi Voyagera ili kad su na Voyager došli Neelix i Kes.
Zahvaljujući Kes, koja je prva počela gledati Doktora kao osobu, njegov odnos prema posadi se počeo poboljšavati. Doktor je na njen poticaj razmišljao o odabiru svog imena, te je od silnih imena naposljetku isprobao ime "Schmullus". Kes mu je pomogla da bolje shvati sebe i poučavala ga uklapanju u društvo – vještinu s kojom će kasnije pomagati Sedmoj od Devet. Također na Kesin prijedlog da se Doktor uvede kao član posade, kapetanica Janeway mu je odobrila kontrolu nad deaktivacijom programa.
Za vrijeme jedne od nesreća na Voyageru, Doktor je provodio vrijeme u hologramu, te su mu kvarovi uzrokovali halucinacije.  Zamislio je Barcleya koji mu je govorio da je on stvaran a ne hologram, tj. da je Lewis Zimmerman (osoba koja ga je kreirala) i da je oženjen ljudskom Kes. Također ga je pokušao uvjeriti da je "zaglavljen" u hologramu i da mora uništiti Voyager, pucajući u warp jezgru ako želi izaći van. U zadnjem trenutku, Chakotay ga uvjeri što je zaista stvarno.
Tijekom jednog od napada Kazonaca na USS Voyager, cijela posada je poslana na primitivni planet. Doktor je izbjegao brisanje programa uvjeravajući Kazonce kako je on hologram, što ga čini neutralnim, te da ga ne zanima tko je na brodu, Kazonci ili prijašna posada. Pomogao je Tomu Parisu preuzeti kontrolu nad Voyagerom. Seska ga je privremeno onesposobila; nakon što je ugasila njegov program, onesposobila je govorne naredbe.
2373. Doktorova memorija se preopteretila, te je počeo patiti od amnezije. Uskoro se Doktorov program počeo potpuno raspadati. Kada je nepoznati tuđinac napao Parisa, Doktor nije mogao izvesti operaciju jer se nije mogao sjetiti kako. No drugi hologram, Dijagnostički program Alpha-11 (eng. Diagnostic Program Alpha-11) bio je zadužen pronaći problem i ukloniti ga. Jedino rješenje je bilo prebaciti Doktorov program u program Dijagnostičkog programa. Proces je bio uspješan, iako je došlo do masivnog gubitka pamćenja, tako da se Doktor nije mogao sjetiti imena posade, i većine događaja u zadnjih dvije godine. Iako su neka pamćenja ostala, Doktor se trudio 2 mjeseca da vrati izgubljeno pamćenje.
Doktor je u holodeku kreirao svoju holografsku obitelj, pod imenom Kenneth, kako bi bi iskusio normalan život ljudi. Na početku sve je bilo idilično, Doktor je imao savršenu obitelj i život. No kada je Torres izmijenila program, i dodala mu realističnije izmjene, stvari su se počele mijenjati. Sin Jeffrey postao buntovnik, sa ženom Charlene je imao razmirice, i postao je odvojen od kćeri Belle. Nakon nesreće u kojoj pogiba Belle razmišlja o trajnoj deaktivaciji programa, no Tom Paris mu pomogne suočiti se s problemima i zajedno s Charlene i Jeffreyjem preboljeti gubitak Belle.
Nakon susreta s Vrstom 8472 i Borgom, Harry Kim biva ozljeđen. Doktor koristi borgovske nanosonde kako bi mu pomogao, zahvaljujući čemu je posada Voyagera pronašla način kako uništiti Vrstu 8472.
2376. godine Voyager je ostao zatočen u orbiti planeta gdje je vrijeme teklo mnogo brže nego u ostatku svemira. Kako je Doktor zaključio da bi prelazak iz jednog vremena u drugo za humanoide bio smrtonosan, dobrovoljno se javio da posjeti površinu. Trebao je provesti samo 3 sekunde na površini, no desio se manji kvar. Kada je kvar otklonjen, Doktor je teleportiran natrag. Proveo je tri godine na planetu, gdje je upoznao Mareezu, svoju cimericu i usvojio sina imenom Jason Tebreeze.
Tijekom jednog teleportiranja, na Doktorov emiter su dospjele Sedmine nanosonde. To je, kombinirano s DNK-om zastavnika Mulcaheyja, praktički stvorilo borgovsku radilicu iz 29. stoljeća (zbog doba iz kojeg je emiter), dok je emiter postao integralni dio središnjeg živčanog sustava radilice. Jedan, kako se radilica nazvala, se kasnije žrtvovao kako bi spasio Voyager od borgovske kugle.
2377. Sedma i Doktor su postali jedno. Naime, prilikom susreta holofobične vrste koja je lovila i uništavala sve holograme, Doktor se "sakrio" u Sedmino tijelo putem njenih usadaka. Tako je doživio ljudske osjećaje i po prvi put okusio hranu i piće. Sedma se naljutila jer po njenom mišljenju iskoristio je njezino tijelo. To je Sedmu natjeralo da razmisli i da se počne ponašati više ljudski.
Kada je Voyager odgovorio na hirogenski poziv u pomoć, posada je otkrila da su se hologrami, stvoreni kao plijen u holodeku, okrenuli protiv Hirogenaca i pobjegli brodom. Hologrami su oteli Doktora i pobjegli. Na posljetku, Doktor otkriva da hologrami samo žele mir. No kako su bili vođeni Idenom, poduzimali su radikalne mjere kako bi bili slobodni. Doktorove sumnje o Idenu su bile potvrđene kad je Iden priznao da želi započeti novu religiju.
Kada su Hirogenci i Voyager našli holograme, Iden je htio ubiti jednog Hirogenca, no Doktor je prije toga uništio Idena.
Tokom boravka na Voyageru, Doktor jer razvio mnoge socijalne vještine, stekao razne interese i mnoge prijatelje. Pokazao je velik interes za operu i operno pjevanje, te je često vježbao pjevanje s holografskim sopranom. Osobit odnos je razvio sa Sedmom od Devet, u koju se zaljubio. Tokom zajedničkog rada u bolnici, Doktor i Kes su se znatno povezali i postali veliki prijatelji.

## Dostignuća
Jedno od prvih velikih Doktorovih dostignuća bilo je kada je Neelixu spasio život tako da mu je ugradio holografska pluća. Naime, Vedienci (vrsta koja boluje od bolesti 'phage' - često napadaju ostale vrste i kradu njihove organe za transplataciju) su napali Neelixa i ukrali mu pluća. Kasnije je Doktor uz pomoć Vedienaca transplantirao jedno Kesino pluće u Neelixa.
Nakon nezgode s transporterima, Tuvok i Neelix se "spoje" i postanu Tuvix. Doktor pronađe način kako ih odvojiti, no odbio je izvesti proces jer bi to značilo ubiti novo biće. Na kraju Janeway obavi proces.
2373. Henry Starling je oteo Doktora s Voyagera i dao mu je mobilni holoemiter, uređaj dug samo par centimetara koji mu je omogućavao projeciranje izvan Voyagerove bolnice. Kada je Starling pobjeđen i popravljena vremenska linija, Doktor je zadržao emiter. Kasnije je utvrđeno da je prebacivanje Doktorova programa u emiter vrlo jednostavno, te da će Doktor od sada moći sudjelovati u misijama izvan broda. Kada je posada bila u stazi dok je Voyager prolazio kroz radioaktivnu maglicu, Doktor je mogao nadgledati brod i pomagao je Sedmoj u održavanju sustava. Također je pomogao kapetanici riješiti se makrovirusa koji su napali brod.
Nakon dolaska Sedme od Devet na Voyager, Doktor joj je uklonio većinu Borgovskih usadaka i poučavao ju je socijalnim vještinama.
2375. Janeway ga je nagradila medaljom Zvjezdane Flote, jer je sudjelovao u pobijedi nad pljačkašima koji su htjeli pokrasti Voyager. Nakon ovog uspješnog postignuća, Janeway je dopustila Doktoru da radi na programu Zapovjednog Holograma za Nuždu (eng. Emergency Command Hologram -  ECH).
Doktor je pred kraj njihovog putovanja napisao holo-novelu "Photons Be Free", baziranu na njegovom iskustvu na Voyageru. Radnja je bila smještena na brodu Vortex, a glavni lik je bio holodoktora, koji je morao trpjeti bahatost i otresitost posade "organaca". Likovi su znatno podsjećali na posadu, pa su se zato oni i pobunili. Nakon što je shvatio kako je povrijedio svoje prijatelje, odlučio je promijeniti novelu. No izdavaču se nije dalo čekati i svejedno je objavio prvu verziju. Kada se Doktor požalio rečeno mu je da on nema nikakvih prava pošto je hologram. Nakon sudske rasprave, Doktoru su dana sva autorska prava pa su povučeni svi primjerci prve verzije romana.

## Važni događaji
2370. - Doktorov program (EMH) razvija Dr. Lewis Zimmerman uz pomoć poručnika Barclaya.

2371. - Tokom inspekcije USS Voyagera, EMH program je po prvi puta službeno aktiviran.

2371. - Zvjezdanog datuma 48308.2, Doktora je aktivirao Harry Kim kako bi mu pomogao liječiti članove posade koji su bili ozlijeđeni nakon što je Voyager dospio u Delta kvadrant.

2372. - U kratkoj je vezi s Danarom Pel.

2373. - Kako bi iskusio normalan život ljudi, napravio si je holografsku obitelj. Njegova kćer, Belle pogiba u nesreći te nakon toga Doktor odustaje od simulacije.

2373. - Dobiva prijenosni holoemiter, tehnologiju iz 29. st.

2373. - Dodaje različite osobine u svoj program što uzrokuje podvojenu ličnost.

2374. - Preko tuđinske komunikacijske mreže došao je na Zemlju i prenio Zvjezdanoj floti podatke o Voyageru i obrnuto. Saznao je da su uništeni Makiji.

2375. - Dobiva status Zapovjednog Holograma u Nuždi.

2376. - Postao je operna zvijezda na Komarskom matičnom planetu. 

2376. - Doktor provodi nekoliko godina na planetu koji je vremenski pomaknut u odnosu na ostatak prostora-vremena.

2377. - EMH po prvi puta preuzima zapovjedništvo nad brodom.

2377. - Nakratko se pridružio skupini odbjeglih holograma koje love Hirogenci.

2377. - Napisao je holonovelu "Photons, Be Free" koja je postala veliki hit u Alfa kvadrantu.

2377. - S posadom Voyagera uspješno se vratio na Zemlju.

## Vanjske poveznice
- Star Trek biografija  Arhivirana inačica izvorne stranice od 15. travnja 2010. (Wayback Machine)
- Doktor na Memory Alpha